# Тилло, Эдуард Иванович
Эдуард Иванович Тилло (12 августа 1820 — 11 января 1893) — русский гидротехник, инженер-генерал, председатель Строительного комитета Морского министерства.

## Биография
Сын педагога Ивана Алексеевича Тилло. 3 ноября 1834 поступил в кондукторскую роту главного инженерного училища, из которой, произведённый в полевые инженер-прапорщики (8.01.1838), в 1838 перешёл в верхний, офицерский класс того же училища. 29 августа 1839 окончил курс и был выпущен подпоручиком в инженерный корпус. 14 июня произведён в поручики, в 1845 причислен к кронштадтской инженерной команде. Штабс-капитан (14.09.1847), в 1848 переведён в корпус инженеров морской строительной части с зачислением в петербургскую инженерную команду.
В 1849 назначен заведующим работами и чинами инженерной команды в Архангельске, но в январе 1850 из-за конфликта с начальством был вынужден уволиться со службы. Однако в декабре того же года был снова принят на службу, на этот раз в кронштадтскую инженерную команду. Вскоре произведён в капитаны и в 1854 назначен заведовать работами по сооружению канонерской гавани и редута на Лисьем носу. Во время нападения англо-французского флота на Кронштадт долгое время находился в форте «Князь Меншиков», руководя срочными инженерными работами. 4 апреля 1856 за отличие при защите Кронштадта произведён в подполковники.
В 1856 отправился в длительную командировку за границу для знакомства с новейшими достижениями в области гидротехники и военной инженерии. С этой целью посетил Францию, Австрию, Пруссию, Нидерланды и Бельгию.
По возвращении в 1858 был назначен командиром петербургской инженерной команды. 6 декабря 1859 переведён в военные инженеры, затем назначен помощником строителя Кронштадтской крепости, временно заведовал работами по перестройке зданий 2-го военно-сухопутного госпиталя и Медико-хирургической академии. В 1861 за успехи в строительстве пожалован чином полковника и назначен исправляющим должность начальника Петербургского инженерного округа. 1 января 1865 произведён в генерал-майоры, 17 августа 1865 переведён на должность вице-директора Главного инженерного управления.
В 1869 командирован в Египет в качестве представителя от России на церемонии открытия Суэцкого канала. В 1871 отправлен в командировку в Амстердам и другие порты Западной Европы для изучения гидротехнических сооружений. Во время пребывания в Австрии был награждён орденом Франца-Иосифа, а по возвращении в Россию орденом святой Анны 1-й ст. 30 августа 1873 за отличие произведён в генерал-лейтенанты. В декабре 1876 снова был переведён в корпус инженеров морской строительной части с назначением председателем строительного отделения морского технического комитета.
В 1880—1882 совершил ряд поездок в Англию (для ознакомления с усовершенствованиями в сооружении маяков), Керчь-Еникале, Севастополь, Николаев и другие порты Азовского и Чёрного морей (для инспекции тамошних маяков). За выполнение этого задания был награждён орденами Святого Александра Невского и Белого Орла. В 1884, оставаясь в прежней должности, назначен членом-представителем от Морского министерства в Совете Министерства путей сообщения.
Был членом, затем вице-председателем Главного общества российских железных дорог и в течение более чем десяти лет был одним из наиболее деятельных его сотрудников, причём некоторые сооружения особой важности велись под его личным наблюдением. С преобразованием Морского министерства в 1886 занял должность председателя морского строительного комитета и пребывал на ней до отставки (1.05.1889). За сооружение Алексеевских доков в Кронштадте удостоился особой Высочайшей благодарности и бриллиантовых знаков ордена Святого Александра Невского. 4 декабря 1888 за отличие произведён в инженер-генералы.
Под руководством Тилло были произведены важные работы по расширению портовых сооружений на Балтийском море и Тихом океане, а также при сооружении нового Севастопольского порта.
Был членом Главного военно-тюремного комитета (с 1872), Инженерного комитета Главного инженерного управления (1876),
Императорского технического общества (с 1866) и др.
Ему принадлежит ряд научных сочинений и статей, преимущественно по гидротехнике.

## Сочинения
- «Суэцкий канал» («Инженерный журнал». 1870. № № 4, 5).
- «Амстердамский морской канал» («Инженерный журнал». 1872. № 4).
- «Проект ограждения Санкт-Петербурга от наводнений» — СПб.: Тип. Имп. Акад. наук, 1893. — 54 c.

## Награды
- орден Святого Станислава 1-й ст. (1869)
- орден Святой Анны 1-й ст. (1871)
- австрийский Большой крест ордена Франца-Иосифа (1872)
- орден Святого Владимира 2-й ст. (1876)
- орден Белого Орла (1879)
- орден Святого Александра Невского (1883)[1]
- прусский орден Короны 1-й ст. (1881)
- алмазные знаки к ордену Святого Александра Невского